# Branden Ledbetter
Branden Ledbetter (2 de mayo de 1986 en Dallas, Texas) es un jugador profesional de fútbol americano juega la posición de tight end actualmente es agente libre. De colegial jugó con Western Michigan.